# American Assault
American Assault è un EP dei Venom, pubblicato negli Stati Uniti nel 1985 dalla Combat Records.

## Tracce
Lato A (Studio)
1. Rip Ride
2. Bursting Out
3. Dead of the Night

Lato B (Live)
1. 7 Gates of Hell
2. Countess Bathory
3. Welcome To Hell

## Formazione
- Conrad "Cronos" Lant - voce, basso
- Jeffrey "Mantas" Dunn - chitarra
- Tony "Abaddon" Bray - batteria